# Speocera vilhenai
Speocera vilhenai là một loài nhện trong họ Ochyroceratidae. Loài này phân bố ở Angola.